# Jimmy Gardner
Edward Charles James Gardner (Newmarket, 24 agosto 1924 – Londra, 3 maggio 2010) è stato un attore inglese.
Ha recitato in numerosi film dal 1964 al 2005, nonché in televisione e a teatro.

## Filmografia parziale

### Cinema
- Il mistero della mummia (The Curse of the Mummy's Tomb), regia di Michael Carreras (1964)
- The Committee, regia di Peter Sykes (1968)
- Il ragazzo e la quarantenne (Say Hello to Yesterday), regia di Alvin Rakoff (1971) - non accreditato
- L'assassino di Rillington Place n. 10 (10 Rillington Place), regia di Richard Fleischer (1971)
- Frenzy, regia di Alfred Hitchcock (1972)
- Tess, regia di Roman Polański (1979)
- In compagnia dei lupi (The Company of Wolves), regia di Neil Jordan (1984)
- Le montagne della luna (Mountains of the Moon), regia di Bob Rafelson (1990)
- Robin Hood - Principe dei ladri (Robin Hood: Prince of Thieves), regia di Kevin Reynolds (1991)
- Il mio West, regia di Giovanni Veronesi (1998)
- Harry Potter e il prigioniero di Azkaban (Harry Potter and the Prisoner of Azkaban), regia di Alfonso Cuarón (2004)
- Neverland - Un sogno per la vita (Finding Neverland), regia di Marc Forster (2004)
- Deuce Bigalow - Puttano in saldo (Deuce Bigalow: European Gigolo), regia di Mike Bigelow (2005)

### Televisione
- Dixon of Dock Green – serie TV, episodi 10x23-11x02-14x11 (1964-1967)
- Agente segreto (Man in a Suitcase) – serie TV, episodio 1x03 (1967)
- Doc Martin – serie TV, episodio 1x02 (2004)